# Jüdische Gemeinde Gondelsheim
Die Jüdische Gemeinde in Gondelsheim, einer Gemeinde im Landkreis Karlsruhe in Baden-Württemberg, entstand im 16. Jahrhundert und wurde 1925 offiziell aufgelöst.

## Geschichte
Im Jahr 1548 werden erstmals Juden im Ort genannt. Im Jahr 1855 erreichte die jüdische Gemeinde ihre höchste Mitgliederzahl mit 110 Personen. Danach ging die Zahl durch Ab- und Auswanderung schnell zurück.
Die jüdische Gemeinde in Gondelsheim besaß eine Synagoge, eine jüdische Schule (Konfessionsschule bis 1876 im Synagogengebäude, danach Religionsschule) sowie ein rituelles Bad (Mikwe). Die Toten der Gemeinde wurden auf dem jüdischen Friedhof in Obergrombach beigesetzt. Südwestlich von Gondelsheim gibt es eine Flur Judenkirchhof, 1632 erstmals genannt, was möglicherweise auf einen jüdischen Friedhof hinweist. 1827 wurde die jüdische Gemeinde dem Bezirksrabbinat Bretten zugeteilt. Nach der offiziellen Auflösung der jüdischen Gemeinde im Jahr 1925 wurden die noch im Ort lebenden Juden der jüdischen Gemeinde Bretten zugeteilt.
Bis um 1933 bestanden noch zwei jüdische Viehhandlungen am Ort: Elias Beissinger (Bahnhofstraße 10) und Moses Beissinger (Bahnhofstraße 12).

## Nationalsozialistische Verfolgung
Am 22. Oktober 1940 wurden aus Gondelsheim im Rahmen der sogenannten Wagner-Bürckel-Aktion sechs jüdische Einwohner in das Lager Gurs deportiert.
Das Gedenkbuch des Bundesarchivs verzeichnet 14 in Gondelsheim geborene jüdische Bürger, die dem Völkermord des nationalsozialistischen Regimes zum Opfer fielen.

## Gemeindeentwicklung
| Jahr | Anzahl       |
| ---- | ------------ |
| 1709 | 5 Familien   |
| 1747 | 13 Familien  |
| 1790 | 13 Familien  |
| 1825 | 79 Personen  |
| 1855 | 110 Personen |
| 1875 | 53 Personen  |
| 1887 | 78 Personen  |
| 1900 | 47 Personen  |
| 1925 | 13 Personen  |
| 1933 | 10 Personen  |
| 1940 | 6 Personen   |

## Persönlichkeiten
- Jacob Hecht (1879–1963), Gründer der Rhenania Schifffahrtsgesellschaft. Er wurde 1958 Ehrenbürger in Gondelsheim.